# Jordrotation

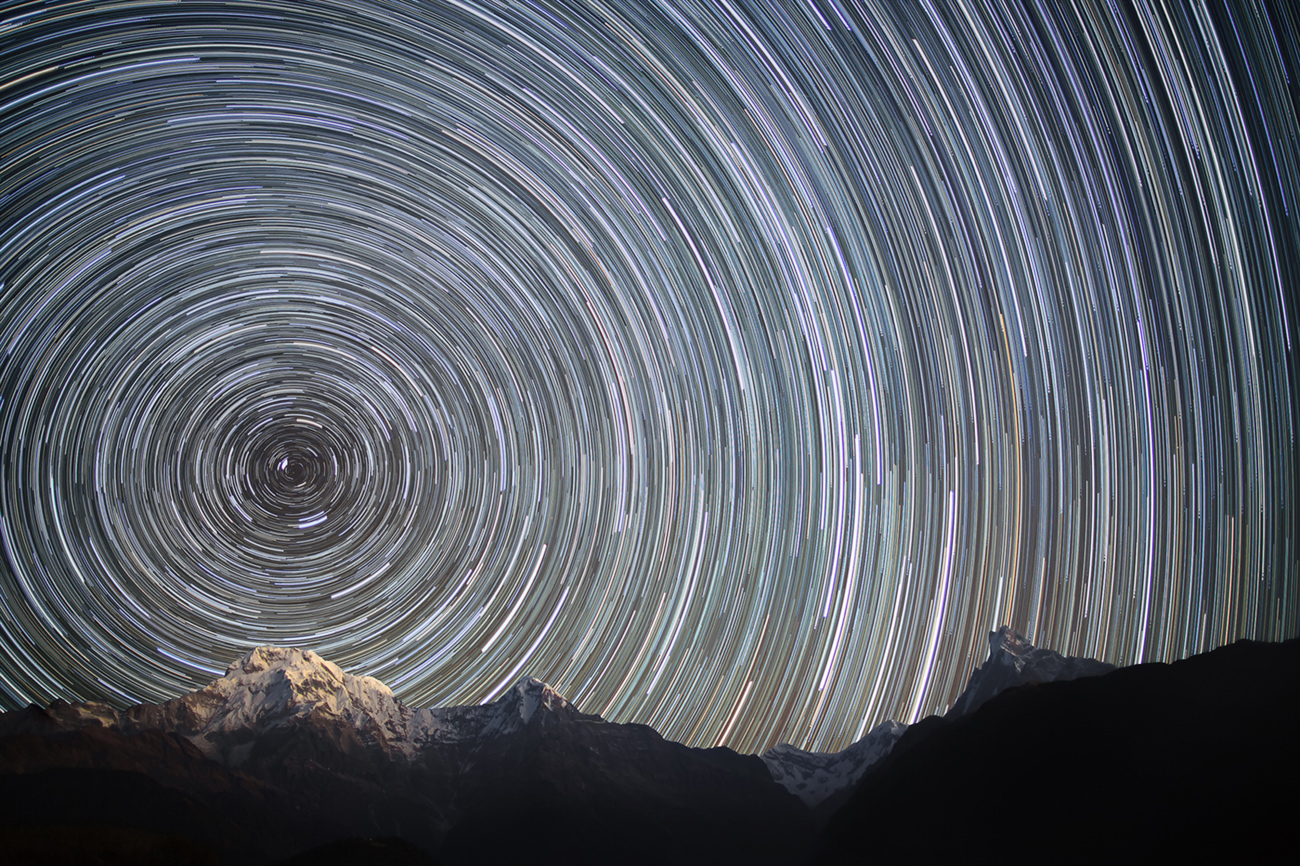
Vy mot norra himmelspolen från Himalaya i Nepal. En längre tids exponering gör att stjärnorna bildar streck.

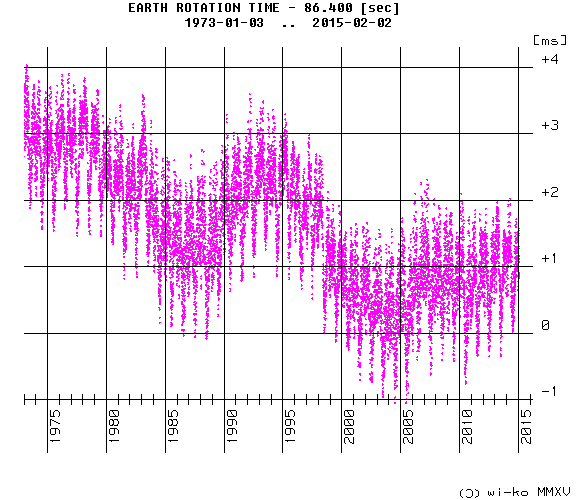
Dygnets längd från 1973 till 2015.

En animation av jordens rotation.

Jordrotationen är jordens rotation kring sin egen tänkta axel. Dennas skärningspunkter med jordytan utgörs av nord- och sydpolerna.

## Rotationstid
Rotationstiden runt jordens egen axel i förhållande till stjärnorna (sideriskt dygn) är 23 timmar, 56 minuter och 4,091 sekunder. Rotationstiden i förhållande till solen (soldygn) är 24 timmar. Jorden roterar runt sin egen axel i förhållande till stjärnorna med en hastighet av 1 674,4 kilometer i timmen vid ekvatorn. Vissa källor anger hastigheten till 1 669,8 kilometer i timmen, alltså något långsammare, genom att beräkna jordens omkrets och dividera med 24 timmar (alltså rotationshastigheten i förhållande till solen). Rotationstiden runt jordens egen axel ökar långsamt med cirka 0,002 sekunder per århundrade, men har vissa oregelbundenheter och har minskat med cirka 0,002 sekunder sedan 1980.

## Omloppstid
Den tid det tar för jorden att fullborda ett varv i sin omloppsbana runt solen kallas ett år. Längden på ett år varierar dock något beroende på hur man definierar det. Ett varv runt solen i förhållande till stjärnhimlen (ett sideriskt år) är 365,256363051 dygn eller 365 dygn 6 timmar 9 minuter och 9,7676 sekunder. Det år som spelar störst roll för förhållandena på jorden, till exempel årstidernas växlingar, är det tropiska året som är omloppstiden i förhållande till vårdagjämningspunkten (dvs. i förhållande till årstiderna); denna flyttar sig något i motsatt riktning mot jordens rotationsriktning varigenom det tropiska året blir något lite kortare än det sideriska året: 365 dygn 5 timmar 48 minuter och 45 sekunder (365,24215 dygn). I kalendersammanhang har man försökt anpassa sig efter det tropiska året och i den gregorianska kalendern, där man utgår från år som är 365 dygn långa och skjuter in 97 skottdagar på 400 år, har man ett år som i genomsnitt är 365,2425 dygn, eller 365 dygn, 5 timmar, 56 minuter och 5 sekunder (det "slår alltså fel" på ett dygn på ungefär 3000 år i förhållande till det tropiska året). Som enhet i vetenskapliga sammanhang använder man istället ett vetenskapligt år, vilket är 365,25 dygn. Hastigheten för att runda solen ett varv är ca 107 200 km/tim.